# Lluís Marquet i Ferigle
Lluís Marquet i Ferigle (Barcelona, 7 d'abril de 1937 - Mataró, 11 de març de 2011) fou un enginyer i lexicògraf català. Es doctorà en enginyeria industrial i va consagrar la major part de la seva vida a la divulgació i normalització del vocabulari científic i tècnic català, seguint les passes tant de Pompeu Fabra com del seu amic Jaume Vallcorba.
Va cursar els estudis a l'Escola Tècnica Superior d'Enginyers Industrials (ETSEIB) de la Universitat Politècnica de Catalunya (UPC) a Barcelona, entre 1956 i 1962. El 1964 va obtenir el títol d'enginyer industrial per ETSEIB.
Formà part de la Comissió Lexicogràfica central de l'Institut d'Estudis Catalans (IEC) i fou secretari general de la Societat Catalana de Ciències Físiques, Químiques i Matemàtiques entre 1968 i 1973. Posteriorment, fou el coordinador del vocabulari i dels articles tècnics i científics de la Gran Enciclopèdia Catalana i un dels principals redactors del Diccionari de Llengua Catalana del Grup Enciclopèdia Catalana. També fou responsable de la comissió lèxica del Col·legi d'Enginyers Industrials de Catalunya. Ha escrit nombrosos articles sobre lèxic tècnic a Serra d'Or i d'altres revistes. Participà en la compilació de l'obra completa de Jaume Vallcorba.
Després de la seva mort, el 2012 l'ajuntament de Premià de Mar li va atorgar el premi Càrmina a títol pòstum.

## Obres
- Diccionari d'electrònica (1971)
- Vocabulari de luminotècnia (1979), publicat al número 58 de la col·lecció Arxius de la Secció de Ciències[3]
- Vocabulari de metal·lúrgia: equivalències català-castellà (1984)
- Diccionari de mesures catalanes (1990) amb Claudi Alsina i Català i Gaspar Feliu i Montfort
- Pesos, mides i mesures dels Països Catalans (1990)
- Diccionari del taller mecànic (1991)
- El llenguatge científic i tècnic (1993)
- Edició en línia de Novetat i llenguatge (tres volums, 1979-85), recull d'articles
- Fabra abans de Fabra (2002)